# Giacomo Balla
Giacomo Balla, född 18 juli 1871 i Turin, död 1 mars 1958 i Rom, var en italiensk målare.

## Biografi
Giacomo Balla gjorde sig känd genom akademiska målningar som skattades högt i samtiden. Under en kort vistelse i Paris 1900 upptäckte han impressionismen och divisionismen samt greps av entusiasm för ljus- och färgproblem. Vid återkomsten till Rom lärde han känna Gino Severini och Umberto Boccioni och influerade dem i de nya idéerna. 1909 introducerades han för futurismen av Filippo Tommaso Marinetti. Han var en av de fem undertecknarna av det futuristiska manifestet 1910, men den ende som inte deltog i Parisutställningen. Det var först sedan han sett Gino Severinis målning Sfärisk expansion i rymden som han till fullo insåg innebörden i den futuristiska dynamiken. Ballas målning Damen med hunden (1912) är ett försök att framställa rörelse genom att placera flera bilder ovanpå varandra. Detta ligger helt i linje med futurismens idéer, men hans måleri utvecklades i abstrakt riktning och upplöstes i allt högre grad i ett kraftfullt och rörligt linjespel av abstrakt karaktär, såsom hans serie tavlor Merkurius passerar framför solen målade 1913–1916. Han kom dock aldrig att få någon större uppmärksamhet för sina målningar i samtiden, först efter andra världskriget kom han att uppmärksammas för sina pionjärinsatser inom det moderna måleriet.